# Франциска Гауке
Франциска Гауке (нім. Franzisca Hauke, нар. 10 вересня 1989, Гамбург, Німеччина) — німецька хокеїстка на траві, бронзова призерка Олімпійських ігор 2016 року. Сестра Тобіаса Гауке.

## Виступи на Олімпіадах
| Олімпіада           | Дисципліна     | Місце |
| ------------------- | -------------- | ----- |
| Ріо-де-Жанейро 2016 | хокей на траві | 3     |

## Зовнішні посилання
- Франциска Гауке — олімпійська статистика на сайті Sports-Reference.com (англ.) (архівна версія)